# When the Going Gets Tough, the Tough Get Going
When the Going Gets Tough, the Tough Get Going is een single van de Britse zanger Billy Ocean. Op 15 november 1985 werd het nummer in de VS, Canada, Australië, Nieuw-Zeeland en Japan op single uitgebracht en op 2 januari 1986 in Europa.
Het nummer was afkomstig van de soundtrack van de film The Jewel of the Nile, een film waarin Michael Douglas, Kathleen Turner en Danny DeVito de hoofdrollen vertolkten. Geholpen door een videoclip, waarin bovengenoemde filmsterren meespelen, werd het een grote hit in vele landen.

## Achtergrond
In Nederland was de plaat op vrijdag 10 januari 1986 Veronica Alarmschijf op Radio 3 en werd een gigantische hit in de destijds twee landelijke hitlijsten op de nationale publieke popzender. De plaat bereikte de nummer 1-positie in zowel de Nederlandse Top 40 als de Nationale Hitparade. Ook in de Europese hitlijst op Radio 3, de TROS Europarade, werd de nummer 1-positie bereikt. 
In België bereikte de plaat eveneens de nummer 1-positie in zowel de voorloper van Vlaamse Ultratop 50 als de Vlaamse Radio 2 Top 30. In Wallonië werd géén notering behaald. 
Deze plaat was de eerste nummer één-notering voor Billy Ocean in Nederland en België.
In de sinds december 1999 jaarlijks uitgezonden NPO Radio 2 Top 2000 van de Nederlandse publieke radiozender NPO Radio 2 stond de plaat uitsluitend van 1999 t/m 2004 in de lijst genoteerd, met als hoogste notering een 1154e positie in 2000.

## Hitnoteringen

### Nederlandse Top 40
| Hitnotering: 18-01-1986 t/m 03-05-1986 | Hitnotering: 18-01-1986 t/m 03-05-1986 | Hitnotering: 18-01-1986 t/m 03-05-1986 | Hitnotering: 18-01-1986 t/m 03-05-1986 | Hitnotering: 18-01-1986 t/m 03-05-1986 | Hitnotering: 18-01-1986 t/m 03-05-1986 | Hitnotering: 18-01-1986 t/m 03-05-1986 | Hitnotering: 18-01-1986 t/m 03-05-1986 | Hitnotering: 18-01-1986 t/m 03-05-1986 | Hitnotering: 18-01-1986 t/m 03-05-1986 | Hitnotering: 18-01-1986 t/m 03-05-1986 | Hitnotering: 18-01-1986 t/m 03-05-1986 | Hitnotering: 18-01-1986 t/m 03-05-1986 | Hitnotering: 18-01-1986 t/m 03-05-1986 | Hitnotering: 18-01-1986 t/m 03-05-1986 | Hitnotering: 18-01-1986 t/m 03-05-1986 | Hitnotering: 18-01-1986 t/m 03-05-1986 | Hitnotering: 18-01-1986 t/m 03-05-1986 |
| Week                                   | 1                                      | 2                                      | 3                                      | 4                                      | 5                                      | 6                                      | 7                                      | 8                                      | 9                                      | 10                                     | 11                                     | 12                                     | 13                                     | 14                                     | 15                                     | 16                                     |                                        |
| -------------------------------------- | -------------------------------------- | -------------------------------------- | -------------------------------------- | -------------------------------------- | -------------------------------------- | -------------------------------------- | -------------------------------------- | -------------------------------------- | -------------------------------------- | -------------------------------------- | -------------------------------------- | -------------------------------------- | -------------------------------------- | -------------------------------------- | -------------------------------------- | -------------------------------------- | -------------------------------------- |
| Nummer                                 | 35                                     | 15                                     | 10                                     | 5                                      | 1                                      | 1                                      | 1                                      | 1                                      | 1                                      | 4                                      | 5                                      | 7                                      | 11                                     | 15                                     | 21                                     | 31                                     | uit                                    |

### Nationale Hitparade
| Hitnotering: 18-01-1986 t/m 03-05-1986 | Hitnotering: 18-01-1986 t/m 03-05-1986 | Hitnotering: 18-01-1986 t/m 03-05-1986 | Hitnotering: 18-01-1986 t/m 03-05-1986 | Hitnotering: 18-01-1986 t/m 03-05-1986 | Hitnotering: 18-01-1986 t/m 03-05-1986 | Hitnotering: 18-01-1986 t/m 03-05-1986 | Hitnotering: 18-01-1986 t/m 03-05-1986 | Hitnotering: 18-01-1986 t/m 03-05-1986 | Hitnotering: 18-01-1986 t/m 03-05-1986 | Hitnotering: 18-01-1986 t/m 03-05-1986 | Hitnotering: 18-01-1986 t/m 03-05-1986 | Hitnotering: 18-01-1986 t/m 03-05-1986 | Hitnotering: 18-01-1986 t/m 03-05-1986 | Hitnotering: 18-01-1986 t/m 03-05-1986 | Hitnotering: 18-01-1986 t/m 03-05-1986 | Hitnotering: 18-01-1986 t/m 03-05-1986 | Hitnotering: 18-01-1986 t/m 03-05-1986 |
| Week                                   | 1                                      | 2                                      | 3                                      | 4                                      | 5                                      | 6                                      | 7                                      | 8                                      | 9                                      | 10                                     | 11                                     | 12                                     | 13                                     | 14                                     | 15                                     | 16                                     |                                        |
| -------------------------------------- | -------------------------------------- | -------------------------------------- | -------------------------------------- | -------------------------------------- | -------------------------------------- | -------------------------------------- | -------------------------------------- | -------------------------------------- | -------------------------------------- | -------------------------------------- | -------------------------------------- | -------------------------------------- | -------------------------------------- | -------------------------------------- | -------------------------------------- | -------------------------------------- | -------------------------------------- |
| Nummer                                 | 49                                     | 8                                      | 2                                      | 1                                      | 1                                      | 1                                      | 1                                      | 1                                      | 3                                      | 4                                      | 6                                      | 11                                     | 14                                     | 24                                     | 41                                     | 48                                     | uit                                    |

### TROS Europarade
Hitnotering: 06-02-1986 t/m 28-06-1986. Hoogste notering: #1 (3 weken).

### Vlaamse Radio 2 Top 30
| Hitnotering: 18-01-1986 t/m 12-04-1986 | Hitnotering: 18-01-1986 t/m 12-04-1986 | Hitnotering: 18-01-1986 t/m 12-04-1986 | Hitnotering: 18-01-1986 t/m 12-04-1986 | Hitnotering: 18-01-1986 t/m 12-04-1986 | Hitnotering: 18-01-1986 t/m 12-04-1986 | Hitnotering: 18-01-1986 t/m 12-04-1986 | Hitnotering: 18-01-1986 t/m 12-04-1986 | Hitnotering: 18-01-1986 t/m 12-04-1986 | Hitnotering: 18-01-1986 t/m 12-04-1986 | Hitnotering: 18-01-1986 t/m 12-04-1986 | Hitnotering: 18-01-1986 t/m 12-04-1986 | Hitnotering: 18-01-1986 t/m 12-04-1986 | Hitnotering: 18-01-1986 t/m 12-04-1986 | Hitnotering: 18-01-1986 t/m 12-04-1986 |
| Week                                   | 1                                      | 2                                      | 3                                      | 4                                      | 5                                      | 6                                      | 7                                      | 8                                      | 9                                      | 10                                     | 11                                     | 12                                     | 13                                     |                                        |
| -------------------------------------- | -------------------------------------- | -------------------------------------- | -------------------------------------- | -------------------------------------- | -------------------------------------- | -------------------------------------- | -------------------------------------- | -------------------------------------- | -------------------------------------- | -------------------------------------- | -------------------------------------- | -------------------------------------- | -------------------------------------- | -------------------------------------- |
| Nummer                                 | 10                                     | 12                                     | 4                                      | 3                                      | 2                                      | 2                                      | 2                                      | 1                                      | 2                                      | 2                                      | 5                                      | 10                                     | 17                                     | uit                                    |

### NPO Radio 2 Top 2000
| Nummer met noteringen in de NPO Radio 2 Top 2000 | '99  | '00  | '01  | '02  | '03 | '04  |
| ------------------------------------------------ | ---- | ---- | ---- | ---- | --- | ---- |
| When the Going Gets Tough, the Tough Get Going   | 1220 | 1154 | 1599 | 1837 | -   | 1546 |

1. ↑  Een '-' betekent dat het nummer niet was genoteerd en een vetgedrukt getal geeft de hoogste notering aan.
2. ↑  Deze tabel is bijgewerkt tot en met de meest recente editie (2024).